# Asonans
Asonans (fr. assonance, z łac. assonare - "odbrzmiewać, współbrzmieć") - powtórzenie jednakowych samogłosek w wyrazach zajmujących ustaloną pozycję w obrębie wersu (w poezji) lub zdania.
Nazywany rymem niepełnym, wykształcił się w liryce europejskiej przed rymem. Miał zastosowanie w językach poprzedzających dzisiejszy francuski, gdzie wystarczyło powtórzenie jednej samogłoski, by zaistniało widoczne podobieństwo wyrazów.
W języku polskim asonans pojedynczy jest niezauważalny; stosuje się więc asonans podwójny: "plama - trawa".
W całości na asonansach jest oparty wiersz XXXVII z cyklu Rozmyślania Antoniego Langego:

W sercu moim się toczy planeta umarła,
Co miała niegdyś wielkie zielone przestwory,
Gdzie kwitła biała Grecja i Roma żelazna,
Gdzie huczały wulkany i brzęczały pszczoły,
Złociły się uśmiechy i promienie zorzy.

Rymy w strofie mogą się łączyć w jeden asonans:

As armas e os barões assinalados,
Que da ocidental praia Lusitana,
Por mares nunca de antes navegados,
Passaram ainda além da Taprobana,
Em perigos e guerras esforçados,
Mais do que prometia a força humana,
E entre gente remota edificaram
Novo Reino, que tanto sublimaram;
(Luís Vaz de Camões, Os Lusíadas)

W szerszym znaczeniu asonansem nazywa się każde współbrzmienie samogłosek wewnątrz wersu, czyli harmonię samogłosek.Dobrym przykładem jest linijka z Alarmu Antoniego Słonimskiego.

Ogłaszam alarm dla miasta Warszawy [o a a a a a a a a a y]